# Citroën C3 III
Pour les articles homonymes, voir Citroën C3.
La C3 est une citadine polyvalente du constructeur automobile français Citroën sortie en 2016. Il s'agit de la troisième génération de la Citroën C3 depuis 2002.

## Présentation
Cette nouvelle Citroën C3 est la troisième génération. Elle est dévoilée le 29 juin 2016, commercialisée à partir de septembre 2016 et présentée au grand public le 1er octobre suivant lors du Mondial de l'automobile de Paris 2016[réf. incomplète].
Elle atteint les 200 000 ventes dès sa première année de commercialisation en 11 mois.
En mai 2021 est franchi le cap du million d'exemplaires produits.
En 2024, la C3 de 3e génération est renommée Citroën C3 Origin afin de continuer sa commercialisation en parallèle de la nouvelle Citroën ë-C3 (pour quelques mois seulement, les nouvelles normes de sécurité européennes GSR2 ne permettant pas la commercialisation de la C3 III au-delà de cette date sans mise à jour du véhicule).

## Conception

### Design
La C3 reprend le design Citroën : les feux avant sont disposés sur deux étages. Les feux arrière adoptent une signature 3D à LED et sont allumés en permanence. Pour des raisons économiques, le pare-brise Zenith n'est pas reconduit mais il est possible d'opter pour un toit vitré panoramique (en option).[réf. nécessaire].
Avec cette nouvelle C3, Citroën vise une clientèle plus jeune, grâce à un design qui se veut plus « tendance ». Pour cela, la citadine évoque par petites touches le monde des SUV, alors en vogue, grâce à des protections de bas de caisses. Pour parfaire ce look baroudeur, elle reprend les Airbumps du C4 Cactus, mais avec un dessin différent et situés cette fois-ci en bas des portières. De plus, ceux-ci ne seront en série que sur le niveau haut de finition Shine et en option sur le niveau intermédiaire Feel. Pour ceux qui ne voudraient pas des Airbumps, il est possible sur la finition haut de gamme Shine, en option gratuite, de les enlever.

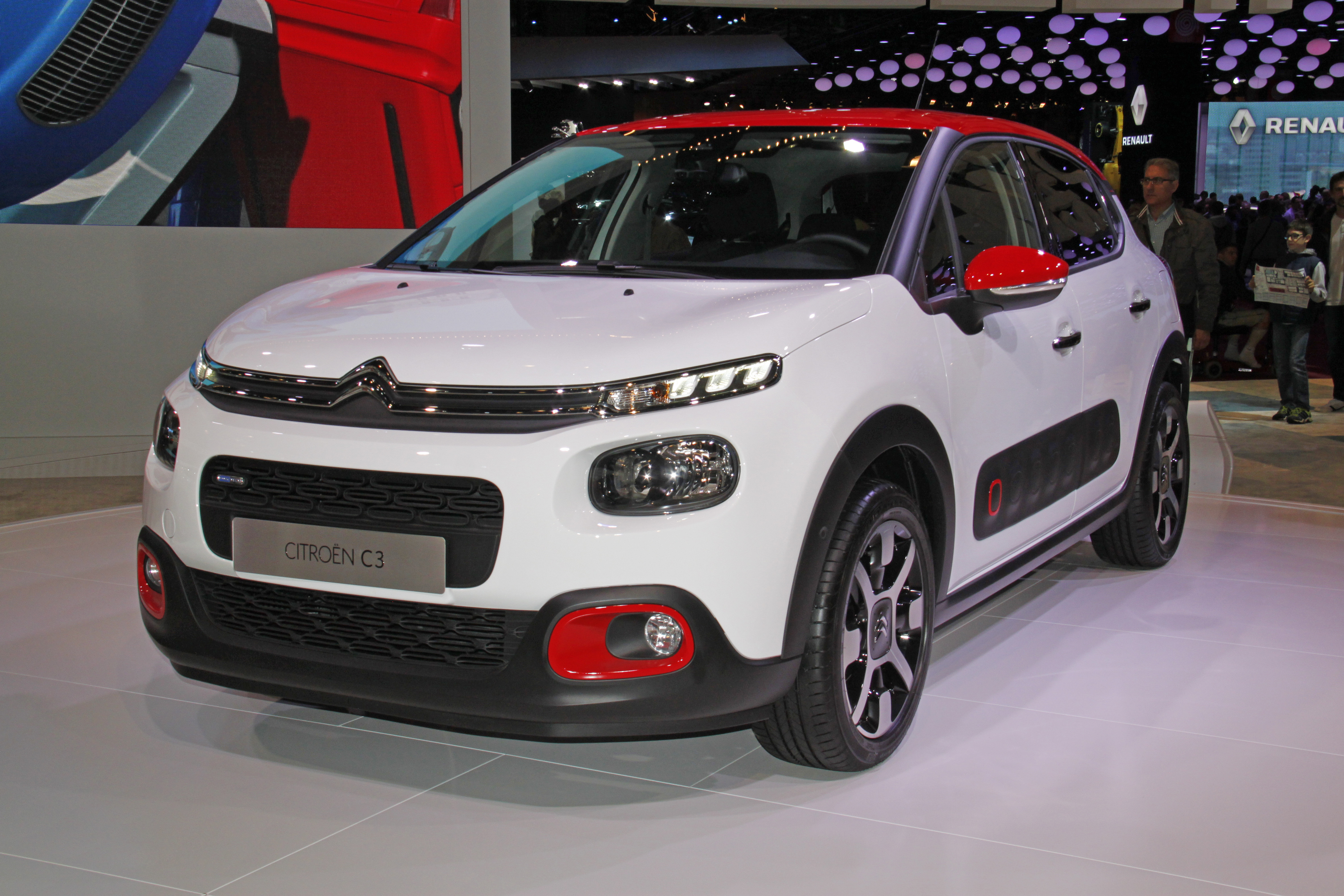
Citroën C3 III au Mondial de l'automobile de Paris 2016 (face).
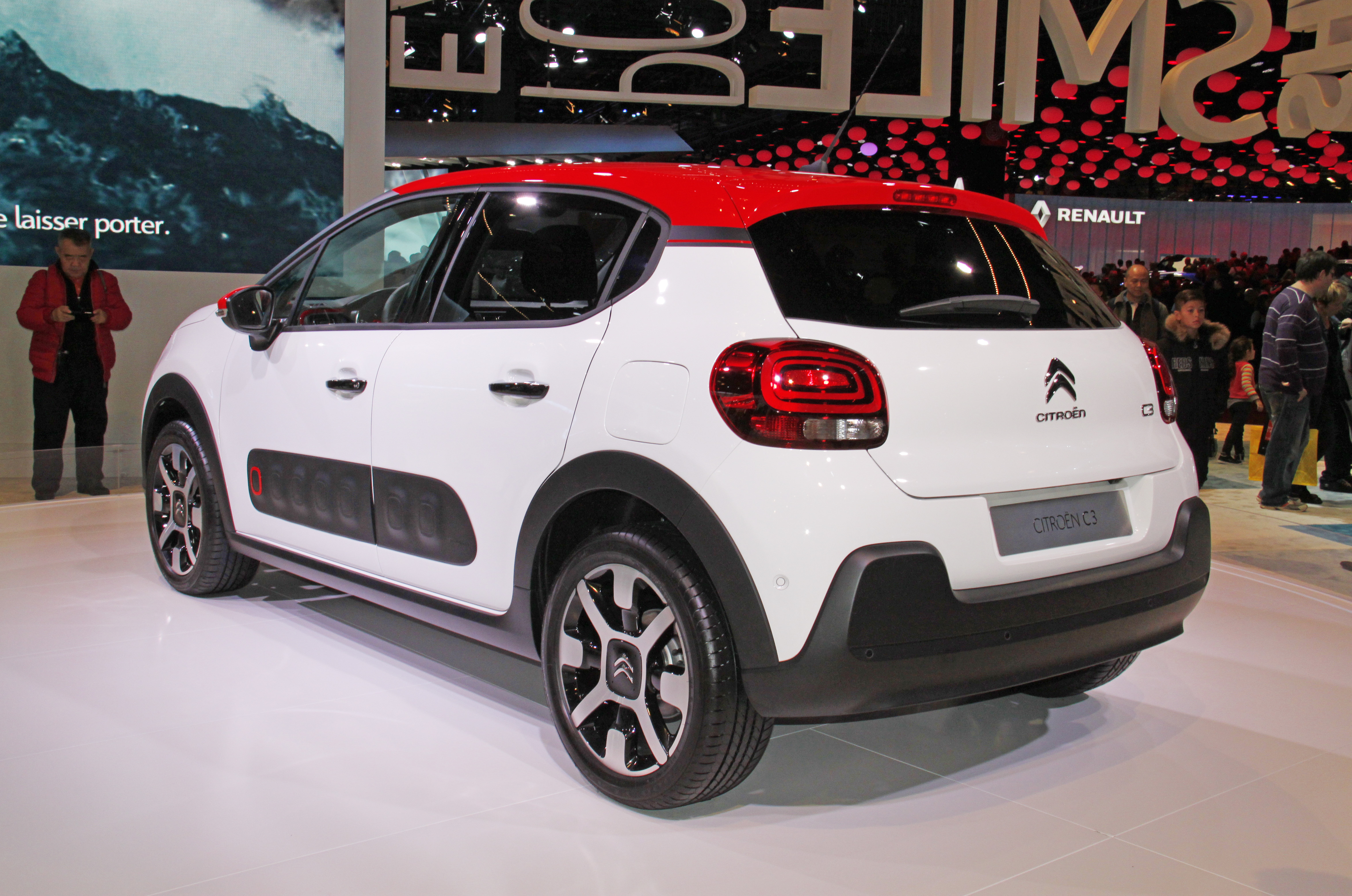
Citroën C3 III au Mondial de l'automobile de Paris 2016 (arrière).

Un grand choix de personnalisation est proposé sur la C3. Pour la carrosserie, le choix se fait entre neuf peintures au lancement. Le toit, les coques de rétroviseurs et les entourages d'antibrouillards peuvent adopter une teinte différente de celle de la carrosserie (trois couleurs sont proposées : blanc, rouge et noir). Des stickers sont également disponibles.
En France, 65 % des C3 III (phase 1) vendues disposent d'une peinture bi-ton et 55 % d'entre elles possèdent des Airbumps[réf. souhaitée].
À l'intérieur, le client a le choix entre quatre ambiances. Les poignées de portes sont remplacées par des sangles, comme sur la C4 Cactus.
Le design extérieur de cette troisième génération de C3 est l'œuvre de Cyril Pietton, et c'est à Jean-Arthur Madelaine que l'on doit l'intérieur du véhicule.

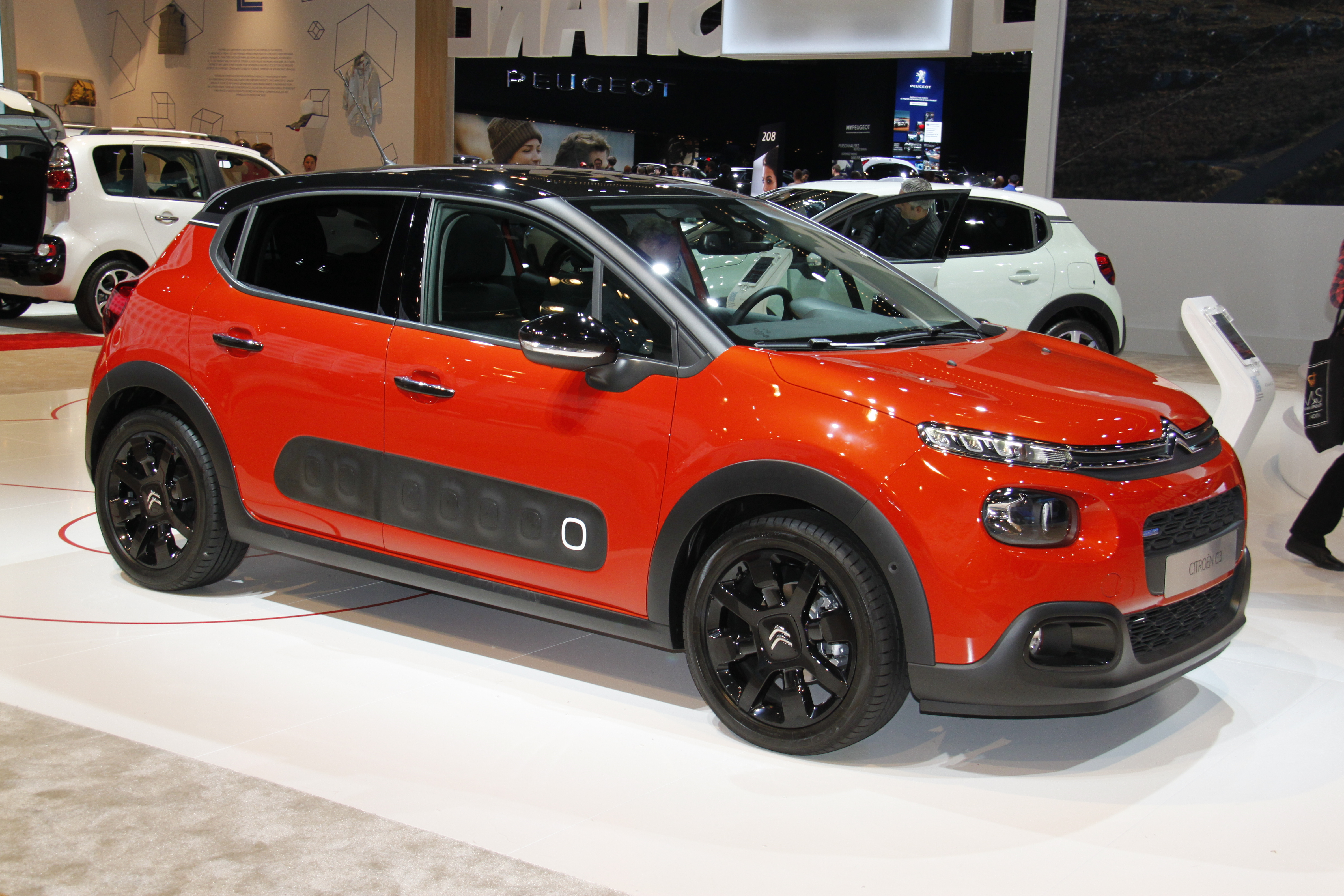
Citroën C3 III bicolore orange/noire, avec Airbumps
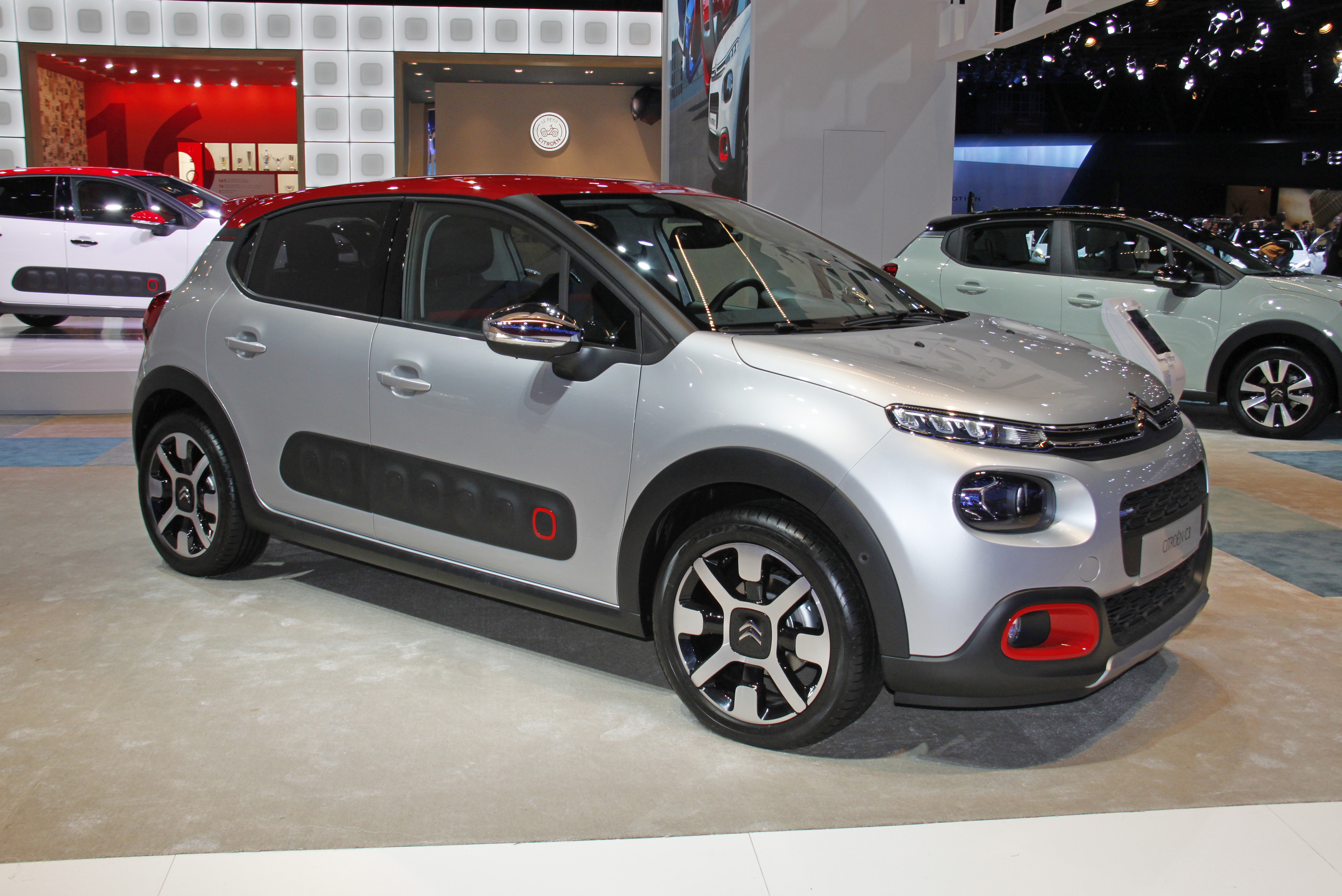
Citroën C3 III bicolore grise/rouge, avec Airbumps

### Innovation
La voiture intègre, en avant-première, une caméra Full HD (avec GPS et 16 Go de mémoire), appelée ConnectedCAM Citroën, située sous le rétroviseur central qui permet de réaliser des photos ou des vidéos, et qui enregistre une séquence vidéo en cas d'accident (30 s avant l'impact et 1 min après).

### Châssis
La C3 reprend la base technique de la 208 de première génération, basée sur la plate-forme PF1.

## Phase 2

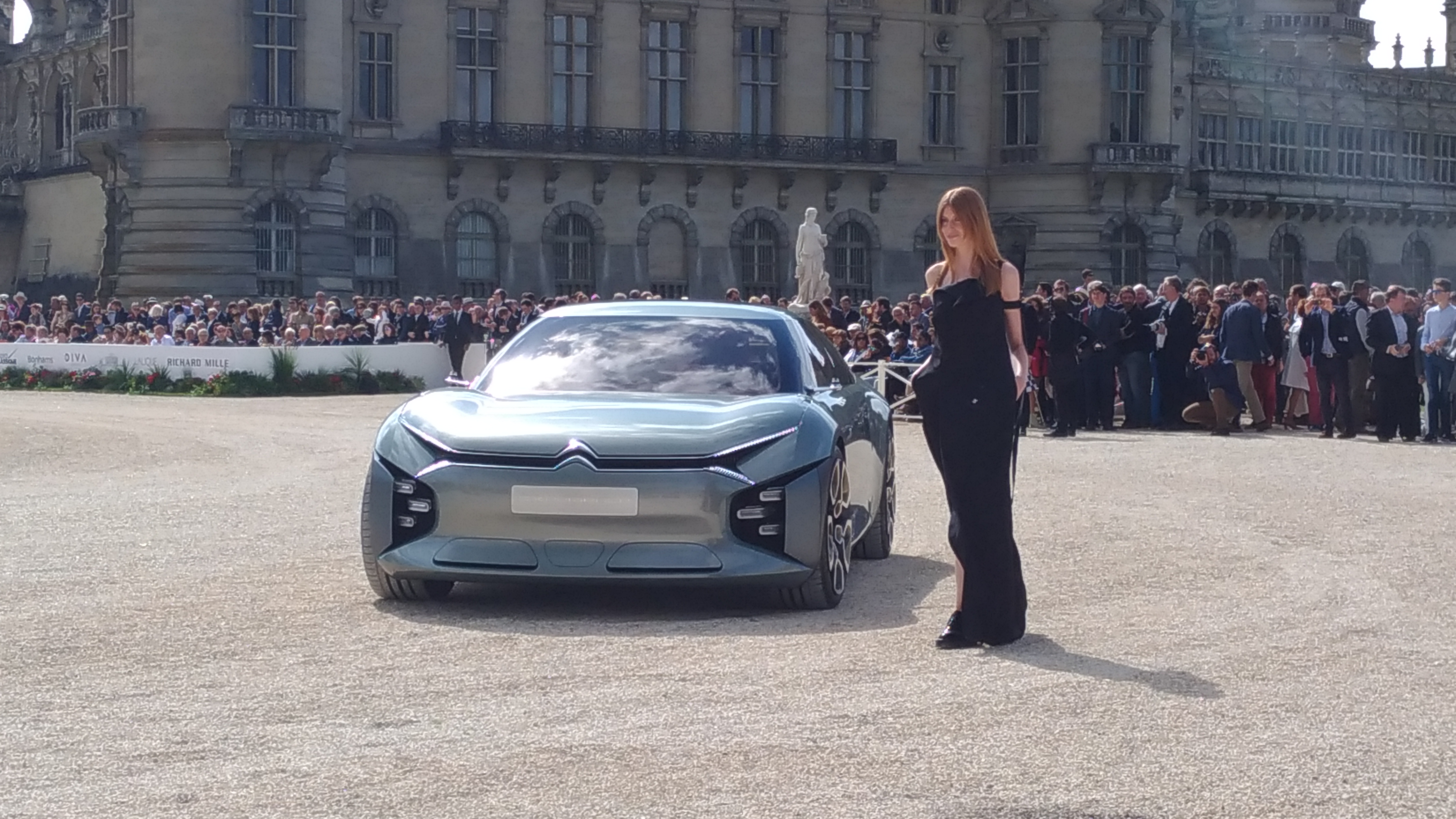
Citroën CXperience

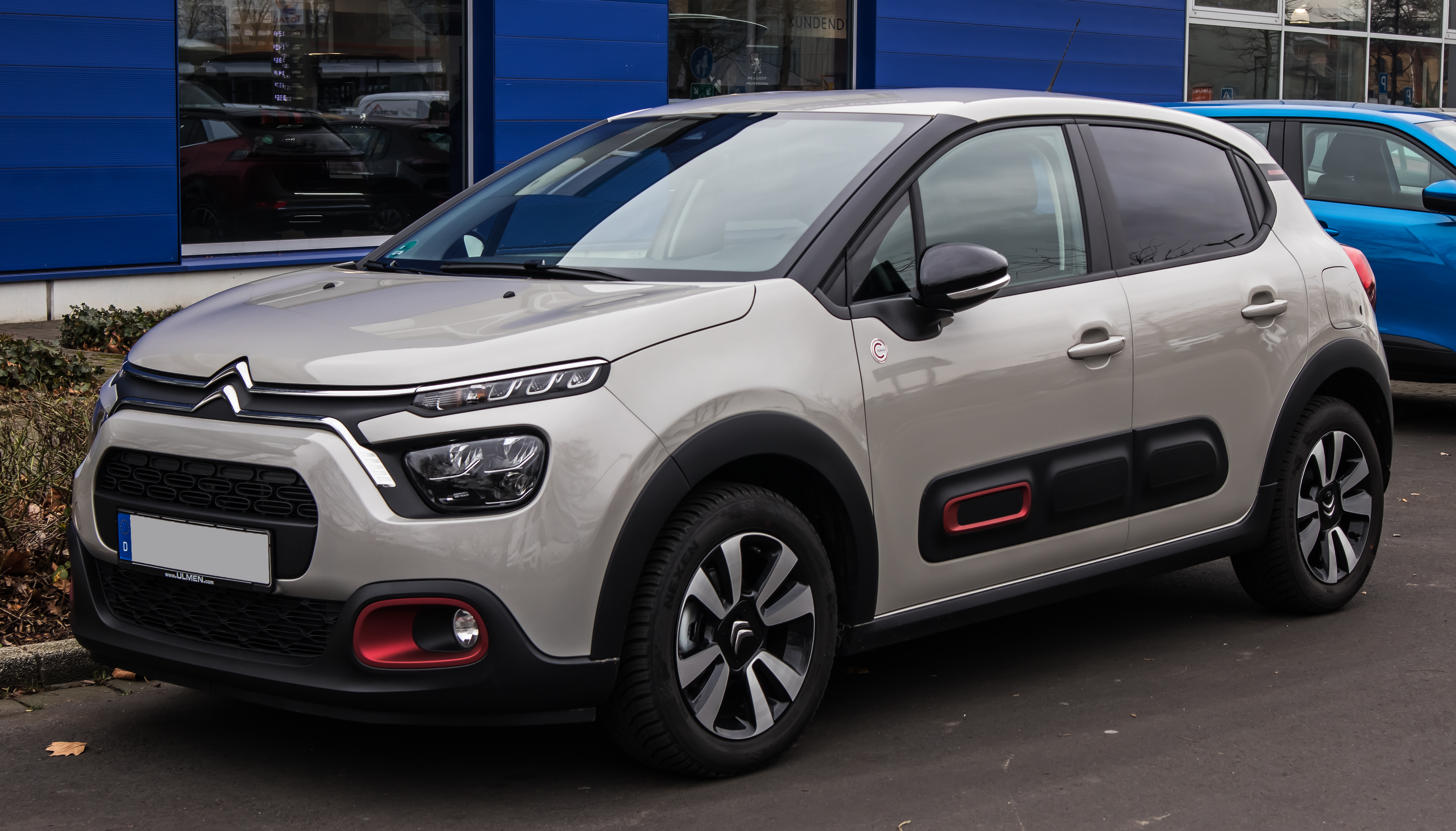
Citroën C3 phase 2

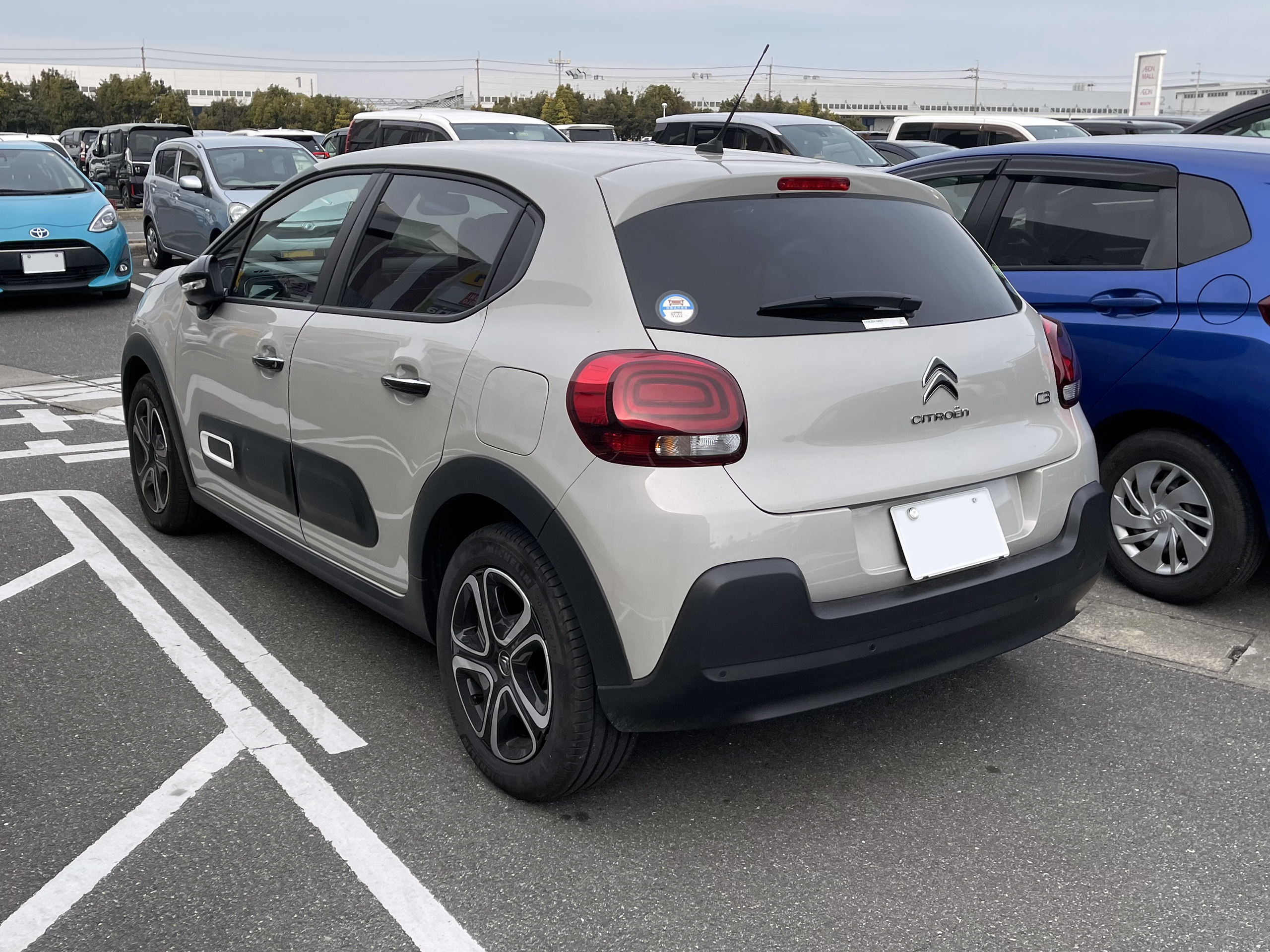
Citroën C3 phase 2

La version restylée de la C3 est dévoilée le 11 février 2020 pour une commercialisation en juin.
Elle reprend des éléments stylistiques initiés par le concept-car Citroën CXperience présenté au Mondial de l'automobile de Paris 2016, dont les barrettes chromées de calandre qui s'écartent autour des optiques.
Les airbumps sur les portières sont redessinés et les possibilités de personnalisation passent de 36 (pour la phase 1) à 97 combinaisons (pour la phase 2), avec :
- quatre couleurs de toit (une nouvelle : Bleu Emeraude) ;
- quatre couleurs d'inserts colorés ;
- sept teintes de caisse, dont trois métallisées, deux nacrées, une opaque et une triple couche (deux nouvelles : Rouge Elixir et Spring Blue)[15];
- trois décors de toit (stickers) ;
- six ambiances (deux nouvelles : Techwood et Emeraude).

La C3 conserve ses motorisations essence 1.2 PureTech 83 et 110 ch et une unique version diesel 1.5 BlueHDi 100 ch. C'est le designer Sylvain Henry qui est à l'origine du design de cette C3 restylée.

## Motorisations
| −                                | 1.2 PureTech / S&S                | 1.2 PureTech / S&S                | 1.2 PureTech / S&S                | 1.2 PureTech / S&S                | 1.2 PureTech / S&S                | 1.6 BlueHDi                       | 1.6 BlueHDi                       | 1.5 BlueHDi                       |
| -------------------------------- | --------------------------------- | --------------------------------- | --------------------------------- | --------------------------------- | --------------------------------- | --------------------------------- | --------------------------------- | --------------------------------- |
| Moteur                           | 3-cylindres (type EB)             | 3-cylindres (type EB)             | 3-cylindres (type EB)             | 3-cylindres (type EB)             | 3-cylindres (type EB)             | 4-cylindres (type DV/DLD)         | 4-cylindres (type DV/DLD)         | 4-cylindres (type DV/DLD)         |
| Cylindrée                        | 1 199 cm3                         | 1 199 cm3                         | 1 199 cm3                         | 1 199 cm3                         | 1 199 cm3                         | 1 560 cm3                         | 1 560 cm3                         | 1 499 cm3                         |
| Puissance maximale               | 68 ch au régime de 5 750 tr/min   | 82 au régime de 5 750 tr/min      | 110 ch au régime de 5 500 tr/min  | 110 ch au régime de 5 500 tr/min  | 110 ch au régime de 5 500 tr/min  | 75 ch au régime de 3 500 tr/min   | 99 ch au régime de 3 750 tr/min   | 100 ch au régime de 3 750 tr/min  |
| Couple maximal                   | 106 N m au régime de 2 750 tr/min | 118 N m au régime de 2 750 tr/min | 205 N m au régime de 1 500 tr/min | 205 N m au régime de 1 500 tr/min | 205 N m au régime de 1 500 tr/min | 233 N m au régime de 1 750 tr/min | 254 N m au régime de 1 750 tr/min | 250 N m au régime de 1 750 tr/min |
| Boîte de vitesses                | BVM5                              | BVM5                              | BVM5                              | EAT6                              | BVM6                              | BVM5                              | BVM5                              | BVM6                              |
| Vitesse maximale (en km/h)       | 164/165                           | 173/168                           | 188                               | 186 à 188                         | 193                               | 171/169                           | 185                               | 188                               |
| 0-100 km/h (en s)                | 14,0/14,2                         | 12,8/13,0                         | 9,3                               | 9,8 à 10                          | 9,4                               | 15,3/15,5                         | 11,9                              | 10                                |
| Consommation mixte (en l/100 km) | 4,7 à 4,8                         | 4,7 à 5                           | 4,6                               | 4,9 à 5,1                         | 4.7                               | 3,5/3,6                           | 3,7                               | 3,8                               |
| Émissions de CO2 (en g/km)       | 108/109/110                       | 108/109                           | 103                               | 110 à 118                         | 107                               | 92/93                             | 95                                | 95                                |

## Évolutions des motorisations
| Motorisations essence     | Motorisations essence     | Motorisations essence           | Motorisations essence     | Motorisations essence     | Motorisations essence     | Motorisations essence     |                          | Motorisations diesel     | Motorisations diesel            | Motorisations diesel     | Motorisations diesel     | Motorisations diesel     | Motorisations diesel     | Motorisations diesel |
| 2016 (Lancement)          | 2017                      | 2018 (Ré-homologation Euro 6.2) | 2019                      | 2020                      | 2021                      | 2022                      | 2016 (Lancement)         | 2017                     | 2018 (Ré-homologation Euro 6.2) | 2019                     | 2020                     | 2021                     | 2022                     |                      |
| ------------------------- | ------------------------- | ------------------------------- | ------------------------- | ------------------------- | ------------------------- | ------------------------- | ------------------------ | ------------------------ | ------------------------------- | ------------------------ | ------------------------ | ------------------------ | ------------------------ | -------------------- |
| 1.2 PureTech 68 BVM5      | 1.2 PureTech 68 BVM5      | 1.2 PureTech 68 BVM5            | -                         | -                         | -                         | -                         | 1.6 BlueHDi 75 BVM5 S&S  | 1.6 BlueHDi 75 BVM5 S&S  | -                               | -                        | -                        | -                        | -                        |                      |
| 1.2 PureTech 82 BVM5      | 1.2 PureTech 82 BVM5      | 1.2 PureTech 82 BVM5 S&S        | 1.2 PureTech 82 BVM5 S&S  | 1.2 PureTech 83 BVM5 S&S  | 1.2 PureTech 83 BVM5 S&S  | 1.2 PureTech 83 BVM5 S&S  | 1.6 BlueHDi 100 BVM5 S&S | 1.6 BlueHDi 100 BVM5 S&S | 1.5 BlueHDi 100 BVM6 S&S        | 1.5 BlueHDi 100 BVM6 S&S | 1.5 BlueHDi 100 BVM6 S&S | 1.5 BlueHDi 100 BVM6 S&S | 1.5 BlueHDi 100 BVM6 S&S |                      |
| 1.2 PureTech 110 BVM5 S&S | 1.2 PureTech 110 BVM5 S&S | 1.2 PureTech 110 BVM6 S&S       | 1.2 PureTech 110 BVM6 S&S | 1.2 PureTech 110 BVM6 S&S | 1.2 PureTech 110 BVM6 S&S | 1.2 PureTech 110 BVM6 S&S | -                        | -                        | -                               | -                        | -                        | -                        | -                        |                      |
| 1.2 PureTech 110 EAT6 S&S |                           |                                 |                           |                           |                           |                           | -                        | -                        | -                               | -                        | -                        | -                        | -                        |                      |

## Finitions
- Live (jusqu'en avril 2022)[19]
- Feel (jusqu'en février 2023)[20]
- Feel Pack (jusqu'en février 2023)[20]
- Shine
- Shine Pack (jusqu'en février 2023)[20]

Deux finitions, les Feel Business et Shine Business, sont réservées à la clientèle professionnelle.
Au lancement, les trois finitions grand public disposent des équipements suivants :
- Live : six airbags, direction assistée, ESP, aide au démarrage en pente (sauf PureTech68), banquette arrière rabattable en 60/40, condamnation centralisée à distance, vitres avant électriques, ordinateur de bord, régulateur-limiteur de vitesse, volant réglable en hauteur et en profondeur, Pack Safety (alerte de franchissement involontaire de ligne, reconnaissance des panneaux de vitesse et recommandation ainsi que Coffee Break Alert, un système de surveillance du conducteur).
- Feel : climatisation manuelle, système audio 4 haut-parleurs avec Bluetooth et prise USB, feux diurnes à LED, projecteurs antibrouillard, rétroviseurs électriques et dégivrants.
- Shine : climatisation automatique, radars de recul, airbumps, système multimédia avec tablette tactile 7 pouces, Mirror Screen, système audio 6 haut-parleurs, quatre vitres électriques, toit bi-ton, allumage automatique des phares et des essuie-glaces, rétroviseur intérieur anti-éblouissement.

Les prix des différentes motorisations en fonction de la finition sont au lancement (version avec boîte EAT6 ajoutée au tarif VP à compter du 2 novembre 2016) :
| Motorisations | Essence         | Essence         | Essence              | Essence              | Essence               | Diesel             | Diesel                 | Diesel              |
| ------------- | --------------- | --------------- | -------------------- | -------------------- | --------------------- | ------------------ | ---------------------- | ------------------- |
| Finitions     | PureTech 68 BVM | PureTech 82 BVM | PureTech 82 BVM 105g | PureTech 110 S&S BVM | PureTech 110 S&S EAT6 | BlueHDi 75 S&S BVM | BlueHDi 75 S&S BVM 83g | BlueHDi 100 S&S BVM |
| Live          | 12 950 €        | 13 750 €        | 13 850 €             | -                    | -                     | 15 550 €           | 15 650 €               | -                   |
| Feel          | 14 500 €        | 15 300 €        | -                    | 16 900 €             | 18 300 €              | 17 100 €           | -                      | 18 300 €            |
| Shine         | -               | 17 100 €        | -                    | 18 700 €             | 20 100 €              | -                  | -                      | 20 100 €            |

### Série spéciale
- C3 You! (collection 2021) : série spéciale basée sur la finition Feel disponible à partir de 14 490 €[22]
- C3 You! (collection 2023)[20]
- C3 C-Series (collection 2020 et 2023)[20]

### Séries limitées

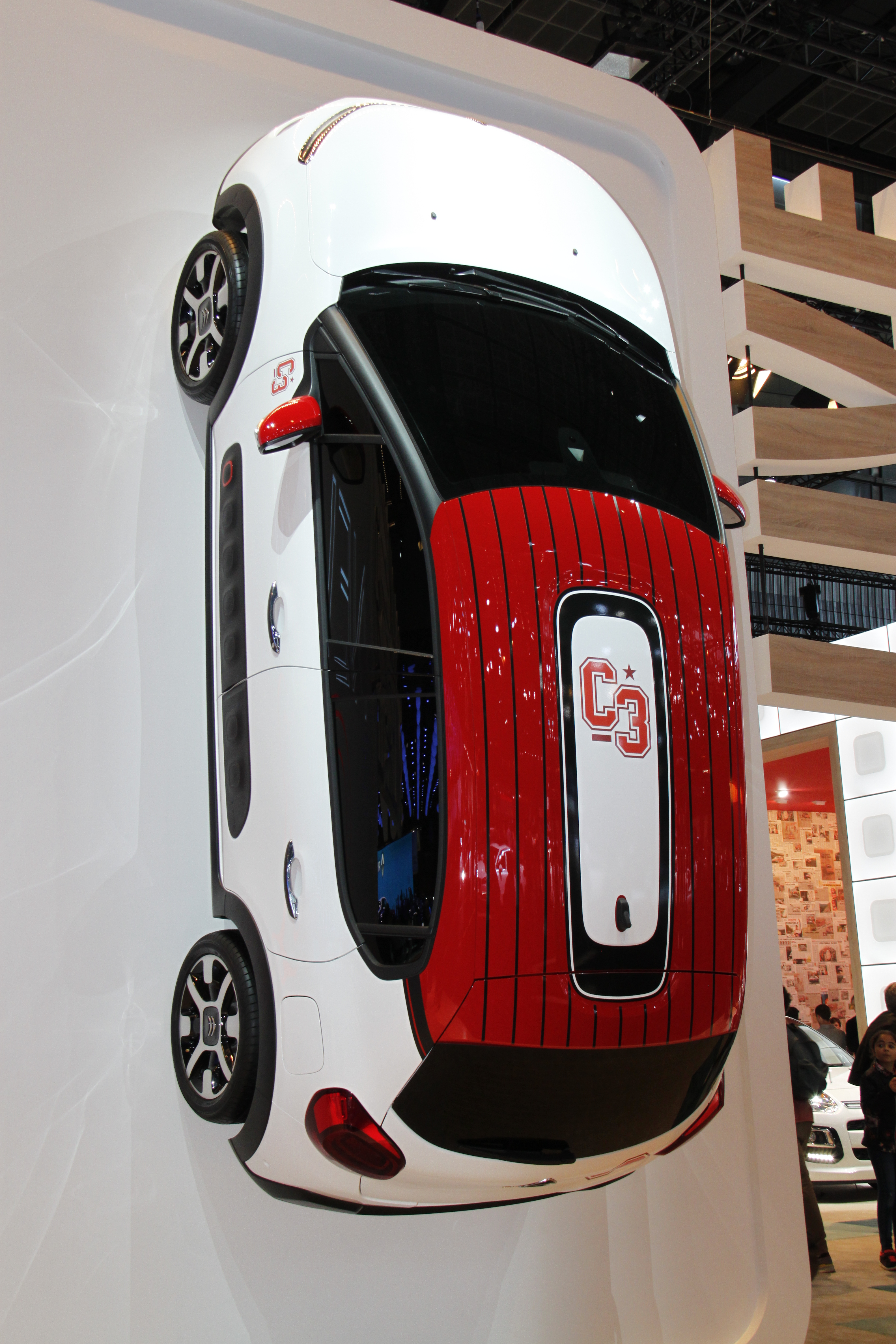
Citroën C3 III Feel 3

- C3 Feel 3 (250 exemplaires)[23]
- C3 Graphic[24]
- C3 JCC+[25]
- C3 Uptown[26] (Italie uniquement)
- C3 Espiritu Racing[27] (Espagne uniquement)
- C3 Elle (collection 2018, plus de 9000 exemplaires produits)[28],[29]

- C3 Origins Edition Collector[30]
  - En 2019, Citroën célèbre son centenaire avec une série limitée portant un sticker "Origins since 1919", déclinée sur la C3 comme sur le reste de la gamme :
- C3 RaC3 Edition (Italie uniquement)[31]
- C3 Saint James (Japon uniquement)[32]

Après restylage : 
- C3 C-Series (collection 2020)[33]
- C3 Saint James (Europe et Japon)[32]
- C3 Modern Salon (Japon uniquement)[34]
- C3 C-Series (collection 2022, Europe et Japon)[35]
- C3 Elle (collection 2022, Europe et Japon)[36],[29]

## International

### Iran
En mai 2018, Citroën lance pour la première fois la C3 en Iran. Le succès y est immédiat, les 2 000 exemplaires de précommande sont réservés en 24h. Toutefois, en juin 2018, le groupe PSA est forcé d'annoncer qu'il se retire de nouveau du marché iranien à la suite des sanctions américaines mises en place par l'administration de Donald Trump. Citroën s'engage tout de même à fabriquer et à livrer les exemplaires précommandés avec le soutien de son partenaire local Saipa, dans leur usine commune de Kashan,.

## Récompenses
La Citroën C3 III apparaît parmi les sept finalistes du trophée européen de la voiture de l'année 2017. Elle remporte le trophée L'Argus 2017 dans la catégorie des citadines.

## Compétition

### WRC
Citroën décide de ne pas participer à la saison 2015 de WRC en tant qu'écurie pour se concentrer sur le développement de la C3 WRC, utilisée à partir de la saison 2017. En effet, les règles évoluent de façon importante pour cette nouvelle saison, notamment au niveau de la puissance, de l'appui aérodynamique et de la largeur des voies.
En avril 2016, Citroën présente les premières photos de la future C3 WRC camouflée. La C3 WRC est inaugurée sous la forme d'un concept-car lors du Mondial de l'automobile de Paris 2016, puis la version de course est dévoilée le 21 décembre 2016 à Abu Dhabi, par ailleurs sponsor principal de l'équipe depuis 2013.
Le bloc qui faisait 315 ch sur la Citroën DS3 WRC a été porté à 380 ch sur la Citroën C-Elysée WTCC. La C3 WRC de 2017 est équipée d'une évolution de ce bloc possédant les mêmes caractéristiques que celui de la C-Elysée WTCC : la puissance maximale est de 380 ch atteints à 6 000 tr/min et le couple est de 400 N m à 4 500 tr/min. Elle reprend par ailleurs la même boîte de vitesses séquentielle à 6 rapports.
Pour la saison 2017, la C3 WRC est pilotée par le britannique Kris Meeke (avec Paul Nagle en copilote) et par le français Stéphane Lefebvre (avec Gabin Moreau), et de façon occasionnelle par l'émiratie Khalid Al Qassimi (avec Chris Patterson) et par l'espoir irlandais Craig Breen (avec Scott Martin).